# Йонас Д'юрхуус
Йонас Д'юрхуус (фар. Jónas G. Djurhuus; 8 вересня 1996) — фарерський гандболіст. Виступає за норвезький гандбольний клуб Viking Stavanger та національну збірну Фарерських островів.